# طبقة عاملة
الطبقة العاملة مفهوم اقتصادي يشير إلى فئة من أفراد المجتمع الذين يعملون مقابل راتب أو أجر، وخاصة في المهن اليدوية للعمالة والعمل الصناعي. من وجهة نظر ماركس، تتحدد عضوية أي شخص في طبقة اقتصادية معينة من خلال النظر في علاقته بوسائل الإنتاج، وموقع ذلك الشخص في البنية الاجتماعية في النظام الرأسمالي. في الماركسية، ثمة طبقتان تمثلان أغلبية الشعب البروليتاريا والبورجوازية.

## الإطار النظري
ينتمي أي شخص إلى طبقة العمال (البروليتاريا) إذا كان يكسب قوته من عمله ويحصل على أجر أو راتب مقابل وقت عمله. أما الرأسمالي أو البورجوازي (صاحب العمل) فهو الذي يكسب ماله من القيمة الفائضة التي ينتجها العمال، بدلا من القيام بالعمل. لذا يعتمد الرأسماليين على استغلال البروليتاريا لتحصيل المكاسب. يقول ماركس أن الأفراد المنتمين إلى الطبقتين لهم مصالح مشتركة، لكن تعارض هذه المصالح مع أفراد إحدى الطبقتين، هو الذي ينتج صراع طبقي. مثلا، نفترض أن مصنعًا ينتج إلكترونيات، وجزء من المال الناتج عن بيع تلك الإلكترونيات يُصرَف على أمور مثل مواد أولية وآلات (رأس المال الثابت) من أجل صناعة كمية أكبر من الإلكترونيات. وجزء آخر من المال (رأس المال المتحرك) سيصرف على أجور العمال. يبحث الرأسمالي عن المبلغ المتبقي من ذلك المال بعد خصم تلك المصروفات، وهو ما يسمى بالقيمة الفائضة. يعتمد جزء مهم من القيمة الفائضة على قيمة المجهود المبذول من جانب العمال.
تزيد القيمة الفائضة إذا اشتغل العمال وقتاً أطول من المتفق عليه. لذا يرجو صاحب العمل زيادة عدد ساعات «الوقت المجاني» (بالإنجليزية: free time)‏ مثل استراحة الغداء، التي لا يدفع لها مقابلًا للعمال. بالمقابل، يبحث العمال عن كل دقيقة يدفع فيها صاحب العمل لهم مقابل عملهم ويتجنبون تمضية الوقت غير المدفوع حقه من صاحب العمل. كذلك، يفضلون أجور وحوافز مثل (تأمين صحي، تقاعد... إلخ) وأن يواجهوا سلوكاً أقل دكتاتورية وأبوية من جانب مُدرائهم.
ليست جميع أشكال الكفاح الطبقي عنيفة أو راديكالية بالضرورة مثل الإضراب. مثلاً قد يعبر عن الكفاح الطبقي بالكسل في العمل، أو التخريب بشكل بسيط. وقد تكون بمقياس أكبر مثل التصويت للأحزاب الاشتراكية والشعبوية. أما بالنسبة للرأسمالي، فيحاول العمل على حل نقابات العمال باللجوء إلى الشركات القانونية أو الضغط على السياسيين من أجل استصدار قوانين تحد من صلاحيات تلك النقابات.
ليس في وسع كفاح الطبقة العاملة بحد ذاته أن يشكل تهديدًا لاستمرارية الرأسمالية. يغدو كفاح الطبقات مؤثرًا ومهمًا حينما يكون أكثر عمومية، عندما يتنظم العمال ويزداد لديهم الوعي الطبقي، وتكون لهم أحزاب سياسية تمثلهم. وصف ماركس ذلك بتطور البروليتاريا من كونهم طبقة «في ذاتها» (موقعها في البنية الاجتماعية) إلى طبقة «لأجل ذاتها» (بمعنى واعية ونشطة لها القدرة على التغيير بنفسها).
اعتقد ماركس أن هذا الصراع هو في لب البنية الاجتماعية للرأسمالية وأنه لن ينتهي باستبدال ذلك النظام الاقتصادي نفسه. وأضاف أن الظروف التي تنشأ عن الرأسمالية وتراكم القيمة الفائضة الناتجة عن وسائل الإنتاج ستجعل الرأسماليين أكثر غنى، مما يشجع على اشتداد حدة الصراع الطبقي. إذا لم يجابه ذلك بزيادة التنظيم الاقتصادي والسياسي للعمال، ستكون النتيجة هي زيادة الهوة بين الطبقات لا محالة، مما سيشعل فتيل الثورة التي ستدمر الرأسمالية نفسها. سيتمخض عن تلك الثورة مجتمع اشتراكي تتحكم فيه البروليتاريا بالدولة، وتتشكل «دكتاتورية البروليتاريا». إن المعنى الأساسي في هذا السياق كان ديموقراطية العمال، وليست الدكتاتورية بالمعنى المعاصر للكلمة. بالنسبة لماركس، الديموقراطية تحت نظام رأسمالي تمثل دكتاتورية البورجوازيين.
حتى بعد الثورة، سيستمر كفاح الطبقة العاملة، بيد أن الكفاح سيذوي ولن يكون هناك طبقات. مع تحلُل الطبقات، سينهار الجهاز الحكومي في الدولة. استناداً إلى فلسفة ماركس، فإن المهمة الرئيسية لجهاز الدولة تتجلى في حماية سطوة الطبقة الحاكمة، ولكن بما أن الطبقات تلاشت فلم يعد هنالك حاجة للدولة. وذلك سيقود إلى مجتمع لا طبقي، لا حكومي، وشيوعي.
لاحظ ماركس وجود طبقات أخرى، ولكنها ليست بأهمية الطبقتين الرئيسيتين.
ومن وجهة نظر أخرى فإن هذه العمالة تسمى في معظم الدول العربية (الطبقة الكادحة) حيث أنهم لا يرتاحون إلا ليوم واحد وذلك لتوفير المال لأسرهم ولدراسة أبنائهم وتوفير العيش الكريم لأنفسهم دون اللجوء إلى التسول في الشوارع والأحياء السكنية، وأنا هنا أخالف نظرية ماركس حيث الطبقات لازالت موجودة في معظم الدول العالمية ولكن لم يلاحظ ماركس ذلك،

## الطبقات الأخرى
- البورجوازية الصغيرة أو صاحب المهنة الحرة: هؤلاء هم الناس الذين يملكون وسائل الإنتاج، وبالتالي يعملون لأجل أنفسهم فقط. لقد كان ماركس يرى تلك الطبقة وهي تلتهم من قبل الشركات الكبرى العائلية ورأى المحلات الصغيرة وهي تكتسح من محلات السوبرماركت وإلى ما هنالك.
- طقبة المدراء، المشرفين، الموظفين، وموظفي الأمن: هؤلاء هم طبقة تتوسط بين العمال والرأسماليين، ويعدون بشكل عام أقرب إلى العمال من قربهم للرأسماليين.
- طبقة غير القادرين على العمل (بالإنجليزية: the lumpenproletariat)‏: قد تكون علاقة هذه الطبقة مع الإنتاج غامضة بعض الشيء. منذ وجود فلسفة ماركس، حاولت الكثير من الدول تعويض العمال الذين يجدون صعوبة في إيجاد عمل. لسوء الحظ، هنالك بطالة بنيوية يكون فيها الأفراد معتمدين كليًا على الضمان الاجتماعي أو على أقاربهم في تحصيل قوت عيشهم. اعتبر ماركس هذه الطبقة غير مهمة ولا تلعب دور هام في الكفاح الطبقي بين العمال والرأسماليين.
- طبقة الفلاحين: إن تحليل تروتسكي للفلاحين أوضح أن تلك الطبقة قسمت ولاءها ما بين العمال والرأسماليين، حيث أن الفلاحين الأغنياء أصحاب الأراضي (الغولاغ) (بالإنجليزية: Kulak))‏ لديهم مصلحة في بقاء النظام الرأسمالي، في حين أن الفلاحين الفقراء تتطابق مصالحهم أكثر مع البروليتاريين، ولذلك لن تقود وحدها طبقة الفلاحين ثورة يوما ما. إن نظرية تروتسكي «الثورة الدائمة» (بالإنجليزية: Permanent Revolution)‏ نادت بتحالف بين البروليتاريا والفلاحين، يوفر البروليتاريا على إثرها المعدات والآلات الزراعية للفلاحين.

## كفاح الأعراق وكفاح الطبقات
ثمة توجه ناشئ في فلسفة الاقتصاد في الولايات المتحدة يعتقد بأن كفاح الأعراق هو أقل أهمية، بسبب أن العنصرية مآلها الانتهاء مع زيادة عدد المتعلمين وزيادة الانفتاح في الأذهان من كافة النواحي بشكل عام. لذا فإن الكفاح الأكثر أهمية هو كفاح الطبقة العاملة لأن العمال والموظفين من جميع الأعراق يواجهون نفس المشاكل ويقاسون نفس المظالم. تعد أمريكا أهم مثال على ذلك، حيث يوجد بها أكثر طبقة عاملة ضعيفة سياسيَا في العالم الغربي، وتمثل قضايا العنصرية بها إلهاء عن مشاكل العمال المنقسمين وغير المنظمين.